# Грабішиці-Гурні
Грабішиці-Гурні (пол. Grabiszyce Górne, нім. Ober Gerlachsheim) — село в Польщі, у гміні Лешна Любанського повіту Нижньосілезького воєводства.
Населення — 281 особа (2011).
У 1975-1998 роках село належало до Єленьоґурського воєводства.

## Демографія
Демографічна структура станом на 31 березня 2011 року:
|          | Загалом | Допрацездатний вік | Працездатний вік | Постпрацездатний вік |
| -------- | ------- | ------------------ | ---------------- | -------------------- |
| Чоловіки | 153     | 32                 | 114              | 7                    |
| Жінки    | 128     | 28                 | 72               | 28                   |
| Разом    | 281     | 60                 | 186              | 35                   |